# Horace Babcock
Horace Welcome Babcock (ur. 13 września 1912 w Pasadenie, zm. 29 sierpnia 2003 w Santa Barbara) – amerykański astronom.

## Życiorys
Był synem astronoma Harolda Babcocka. Studiował na California Institute of Technology, a następnie na University of California, Berkeley, gdzie uzyskał doktorat. Jego praca doktorska dotyczyła rotacji Galaktyki Andromedy (M31).
Pracował w McDonald Observatory, a w czasie II wojny światowej prowadził badania na potrzeby wojskowe w Massachusetts Institute of Technology oraz w California Institute of Technology.
Po wojnie pracował w Mount Wilson Observatory, gdzie badał zjawiska magnetyzmu pozaziemskiego, często współpracując ze swoim ojcem. Zajmował się optyką adaptatywną, opracował kilka instrumentów do pomiarów magnetyzmu słonecznego.

## Wyróżnienia i nagrody
- Medal Henry’ego Drapera (1957)
- Medal Eddingtona (1958)
- Bruce Medal (1969)
- Złoty Medal Królewskiego Towarzystwa Astronomicznego (1970)
- George Ellery Hale Prize (1992)

Planetoidę (3167) Babcock nazwano nazwiskiem obu astronomów z rodziny Babcocków.